# Опытный завод (Новосибирск)
Опытный завод — завод, расположенный в Советском районе Новосибирска (микрорайон ОбьГЭС). Основан в 1959 году. Ранее был филиалом Института теоретической и прикладной механики СО РАН.

## История

### Советский период
Завод начал действовать в ноябре 1959 года, в тот период на предприятии работало 32 человека, была изготовлена продукция на 6 тысяч рублей.
В 1960 году на заводе работало 496 человек, в 1964 году количество сотрудников возросло до 995.
В 1967 году было изготовлено продукции на 3,5 млн рублей, в этот год было реализовано 650 заказов.
В 1969 году на предприятии трудилось 1062 человека
В начале 1970-х годов завод начинает работу по теме «Океан» для Института гидродинамики. Изобретается новый перфорированный материал, завод получает авторские свидетельства на несколько видов устройств. Тогда же предприятие осваивает производство первых печатных плат, изготавливает магнитные головки для ЭВМ, масс-спектрометры, сейсмические станции «Тайга» и т. д.
В 1974—1975 годы предприятие посетили представители 66 различных организаций из 32 городов СССР.
С 1975 по 1990 год Институт физики полупроводников и СКТБ специальной электроники и аналитического приборостроения занимались разработкой сверхвысоковакуумного оборудования для молекулярно-лучевой эпитаксии. Опытный завод освоил технологию изготовления многокамерных установок и выпустил 35 комплектов. В 1988 году на выставке «Наука-88» в Центре Хаммера произведённая заводом установка «Катунь» была продана Болгарии, после чего эксплуатировалась в Институте прикладной физики в Пловдиве.
В 1979 году коллегия Госстандарта СССР утверждает государственный стандарт для систем «КАМАК», которые впервые были произведены на Опытном заводе. В тот же период осваивается производство устройства микрофильмирования «Карат» и графопостроителя «Вектор».
В 1980-х годах на заводе работало свыше 1500 сотрудников.

### Российский период
В 1992 году выпуск высоковакуумной аппаратуры был приостановлен по причине отсутствия финансирования по госзаказам. Разрушалась производственная база завода и увольнялись квалифицированные инженеры и работники. В тот период были потеряны многие уникальные разработки.
В конце 1997 года производство завода начало восстанавливаться. Поступили заказы от Института физики полупроводников, и предприятие изготовило для него сверхвысоковакуумный стенд-имитатор космического пространства, а также установку лазерной очистки веществ. По разработкам СКТБ экологического приборостроения завод начал производить скоростные портативные полевые газовые хроматографы «ЭХО».
В 2004 году благодаря обновлению управленческой команды, росту заказов и общему оживлению российского промышленности на предприятии прекращается спад производства.
В декабре 2005 года Опытный завод стал филиалом Института теоретической и прикладной механики имени С. А. Христиановича.
Во второй половине 2000-х годов был запущен цех лазерной резки, установлены литейная машина, станки с ЧПУ и обрабатывающие комплексы.
В октябре 2009 года для внедрения наукоемких разработок был организован инновационно-технологический центр.

## Производство
Опытный завод производил различное оборудование для научных исследований и применения в народном хозяйстве, электромагниты с мощными магнитными полями, конденсаторы с большой электрической ёмкостью, вибрографы горизонтальных и вертикальных колебаний, сейсмические приборы, радиоэлектронную аппаратуру и т. д.

## Награды
Завод был награждён дипломом ВДНХ за производство станции «Земля».
В 1993 году сотрудники, участвовавшие в разработке установки «Катунь», удостоились первой Государственной премии России в области науки и техники.
В 1998 году за создание прибора ЭХО» была присуждена Премия Правительства Российской Федерации.